# Nikita Pavlovič Šalaurov
Nikita Pavlovič Šalaurov (rusky Никита Павлович Шалауров, ? - zemřel 1764, Čukotka) byl ruský kupec z Velikého Usťugu, námořník a arktický průzkumník severní Sibiře.

## Život

### První plavba na Kamčatku
O mládí Šalaurova se nic neví, není známo kdy se narodil, předpokládá se, že pocházel z města Velikij Usťug. V historických záznamech se poprvé objevuje v roce 1748, kdy byl již zkušeným sibiřským cestovatelem a obchodníkem. Uzavřel partnerství s obchodníky Afanasijem Bachovem a Ivanem Žilkinem, společně postavili na horním toku Anadyru galeotu Perkup i Zant s úmyslem doplout k ústí řeky a přes Ochotské a Bobří moře doplout na Kamčatku a lovit tam bobry. Nejednalo se o skutečné bobry, lovci tak říkali mořským vydrám. Na poslední chvíli se Žilkin rozhodl od ostatních oddělit a na Kamčatku se dostat po souši. Bachov s Šalaurovem a pěti druhy byli zahnáni bouří ke Komandorským ostrovům, kde ztroskotali. Po náročném přezimování na Měděném ostrově si z naplaveného dřeva postavili menší loď a konečně dopluli na Kamčatku.

### Hledání cesty ze Severního ledového oceánu do Pacifiku
Šalaurov byl fascinován informacemi o množství kožešin, mrožích klů a mamutích klů v severních oblastech, že se rozhodl uspořádat velkou výpravu, která by ze Severního ledového oceánu doplula do Tichého oceánu až k nedávno objeveným Aleutským ostrovům. Velkou výpravu spojenou s cílem najít cestu mezi oběma oceány začal Šalaurov chystat v roce 1754. Plavby Semjona Děžněva byly v té době zapomenuty. V dopise ruskému senátu Bachov a Šalaurov napsali, že v zájmu ruského státu chtějí vyplout od ústí Leny na východ, aby našli nové země a nové zdroje bohatství. Navrhli také průzkum pobřeží a otevřeného moře. Podporoval je sibiřský gubernátor Mjatlev. V roce 1755 jim ruský senát udělil povolení.
Oba obchodníci postavili v Jakutsku loď Víra, naděje, láska a od ruských úřadů dostali z Irkutska 3 děla, 10 liber střelného prachu a velký počet dělových koulí. V roce 1757 expedice vyplula, tvořilo ji celkem 73 členů, většinou lovců, vyhnanců a uprchlých vojáků. Po Leně vypluli k moři, ale podařilo se jim doplout pouze do místa, kde se řeka Viljuj vlévá do Leny. Zde byli nuceni přezimovat. Pro doplnění zásob potravin se Šalaurov musel vydat pěšky do Jakutska a zpět. V červenci 1758 rozmrzla Lena natolik, že výprava mohla pokračovat v plavbě dále, podařilo se jim doplout ale pouze k ústí Leny, kde byli nuceni strávit druhou zimu. V srpnu 1759 vypluli na moře, s obtížemi obepluli mys Buor-Chaja a dosáhli ústí řeky Jany, kde přezimovali. Následující rok zůstávali pouze u pobřeží, pluli na východ a jako první zmapovali Velký Ljachovský ostrov, který Šalaurov v lodním deníku popsal jako velkou zemi s horami se sedmi vrcholy.  U ústí Kolymy byla výprava opět nucena přezimovat. I přes přijatá opatření byli postiženi kurdějemi. Objevily se velké spory mezi Bachovem a Šalaurovem. Šalaurov psal ruským úřadům ale i svému synovi do Archangelsku dopisy, kde Bachova obviňoval z opilství, uzurpace moci, neschopnosti, zbytečných průtahů expedice apod. Nedochoval se žádný dopis, kde by si naopak Bachov stěžoval na Šalaurova. Názory současných ruských badatelů, kdo se choval při vedení expedici správně a naopak neschopně, se různí. Podobně existují některé zdroje, které uvádí, že Bachov během přezimování u Kolymy zemřel, podle jiných se rozhádal s Šalaurovem natolik, že se s částí posádky od zbytku expedice oddělil a vydal se zpět do Jakutska. Každopádně od zimy 1760 se vedoucím expedice stal Nikita Šalaurov.
Během roku 1761 se pozemní cestou dostal k ostrovu Ajon, který zmapoval a pojmenoval ho jako Zavaděj. Až v červenci 1762 se jeho výprava vydala z ústí Kolymy východním směrem, dopluli do Čaunského zálivu a chtěli se dostat až k mysu Šelagsky, ale nepodařilo se jim tak daleko postoupit, tak se vrátili přezimovat zpět k ústí Kolymy. V roce 1763 se Šalaurov znovu pokusil doplout k mysu Šelagsky, ale unavení členové expedice požadovali návrat zpět, odmítali postupovat. Vrátili se proto zpět až k ústí Leny, kde se rozhodli výpravu ukončit. Jako první tak úspěšně zmapoval oblast od ústí Kolymy po Čaunský záliv.

### Poslední výprava
Po neúspěchu výpravy Šalaurov odcestoval do Moskvy, kde se mu podařilo získat finance ze státní pokladny na další expedici. V roce 1764 se Šalaurov vydal na novou expedici na východ. Dosáhl konečně mysu Šelagsky a pokračoval dále. Zmizel i s celou svou výpravou.

## Smrt
První informace o místě Šalaurově smrti přinesl Joseph Billings, který v letech 1791-1792 cestoval po Čukotce. Billings si zapsal do svého deníku, že mu jeden čukčský náčelník řekl o existenci pozůstatků chatrče postavené Rusem, který utekl z velké lodi, na pobřeží východně od mysu Šelagsky. Před mnoha lety vstoupili Čukčové do chatrče a našli několik koster ohlodaných vlky a polárními liškami. O mnoho let později toto místo našel ruský polárník Fjodor Fjodorovič Matjuškin. Neexistuje žádný jasný důkaz, ale všechny okolnosti, místo a datum smrti přesvědčili i Matjuškina, že zde skončila Šalaurova výprava. Šalaurov byl jediným navigátorem, který v těch letech navštívil tuto část pobřeží, pravděpodobně ztroskotal u opuštěných břehů a v roce 1764 zemřel na kurděje spolu se všemi svými společníky.
Podle některých názorů, ale Šalaurov a jeho společníci byli zabiti Čukči, kteří na svou obhajobu následně vymysleli příběh o nalezených kostrách.

## Paměť
Po Šalaurovi je pojmenováno:
- Ostrov Šalaurov – ostrov východně od Čaunského zálivu, objeven a pojmenován v roce 1823 Ferdinandem Petrovičem Wrangelem.
- Mys Šalaurov – mys východně od Čaunského zalivu, pojmenován v roce 1823 Wrangelem.
- Mys Šalaurov a Šalaurova řeka – na jihovýchodě Velkého Ljachovského ostrova, poprvé se objevilo na mapě ruského polárníka Vollosoviče v roce 1906
- Útes Šalaurova – malý ostrov objevený v roce 2005 ve Východosibiřském moři.